# Villanova di Camposampiero
Villanova di Camposampiero (Viłanova de Canposanpiero in veneto) è un comune italiano di 6 143 abitanti della provincia di Padova in Veneto.
Il comune fa parte della Federazione dei Comuni del Camposampierese.

## Storia

### Epoca antica
Relativamente ai tempi più antichi, nel territorio non sono state individuate testimonianze di rilievo, se si esclude l'attuale statale del Santo, tracciata già in epoca paleoveneta e conosciuta come via Aurelia dai Romani.
Ben più evidenti i segni lasciati da questi ultimi, ovvero le strade della centuriazione padovana che ancora si incrociano ad angolo retto definendo dei quadrati di 710 m per lato.

### Medioevo
Villanova si sarebbe originata all'inizio del Medioevo, quando cominciarono a formarsi dei piccoli insediamenti rurali raccolti attorno alle chiese più importanti, le pievi. Potrebbe essere precedente all'epoca longobarda la pieve di San Prosdocimo (detta "oltre Brenta" per distinguerla da altre chiese omonime), dalla quale dipendevano le cappelle di Sant'Andrea, Codiverno, Murelle, Pionca e Caselle de' Ruffi.
Il paese è citato per la prima volta nel 1109, quando Matilde di Canossa restituì al vescovo di Ferrara Landolfo delle proprietà situate nel Padovano.
Il secondo accenno risale al 1173, anno in cui gli Alvarotti acquistarono la signoria del paese da Cunizza, consorte del conte Giacomo Manfredini. In quella stessa occasione la famiglia fece costruire (o ricostruire) un castello, di cui non si conosce la localizzazione.
Altri riferimenti alle località dell'attuale comune compaiono nel testamento della nobildonna Speronella Dalesmanini, redatto nel 1192. Vi si legge che alla pieve di San Prosdocimo e alla chiesa di Murelle venivano lasciati cento soldi ciascuna, mentre la chiesa di San Giacomo di Sant'Andrea riceveva un fondo situato a Villanova lungo la via Caltana; al monastero di San Cipriano di Murano erano donati due fondi posti a Ronchi di Mussolini e altri due a Villanova.
Numerosi possedimenti erano detenuti dalla famiglia da Camposampiero e in particolare da Guglielmo III (morto nel 1342), che fu sepolto proprio nella pieve di San Prosdocimo.
In questo periodo si delineò anche l'organizzazione amministrativa del territorio, che venne diviso in ville o comuni, cioè borghi rurali amministrati direttamente dagli abitanti mediante la vicinia, l'assemblea dei capifamiglia con a capo un degan o meriga. Nel Codice carrarese della prima metà del Trecento sono elencate le ville di Murelle, Villanova, Caltana di Murelle, Pieve di San Prosdocimo e Puotti (le prime tre a sud di via Caltana, le altre a nord). Dallo stesso documento emerge che le più popolose erano Murelle e Caltana, con 24 e 21 fuochi, ovvero famiglie, rispettivamente; seguivano Puotti con 12, Villanova con 9 e Pieve con 6.

### Periodo veneziano
Benché non rimangano testimonianze specifiche in merito, si può presumere che anche Villanova sia stata sconvolta dalle guerre che impegnarono la signoria carrarese di Padova contro i feudatari locali, non ultimi i già citati Camposampiero con sede nell'omonimo castello. Nel 1405, il definitivo assoggettamento di Padova alla Repubblica di Venezia portò finalmente a un periodo di stabilità.
I nuovi dominatori mantennero le vecchie istituzioni amministrative, tra cui il sistema dei comuni che sono gli stessi citati dal Codice carrarese con l'aggiunta di Mussolini, dipendente dalla parrocchia di Villanova.
Nello stesso periodo i fondi agricoli vengono spartiti tra le casate della nobiltà veneziana. Dal Cattasticho et Perticazione della Quinta Presa, redatto nel 1686 da Paolo Rossi, perito del Magistrato sopra i Beni Comunali, sappiamo che avevano possedimenti nell'attuale comune le famiglie Badoer, Cappello, Contarini, Dolfin, Fonseca, Giustinian, Morosini, Ruzzini, Bembo, Michiel e Venier. Le proprietà più estese erano quelle dei Ruzzini, dimoranti nella villa che ora costituisce il municipio; a questa casata apparteneva Carlo Ruzzini, doge dal 1732 al 1735.

### Storia contemporanea
Caduta la Serenissima nel 1797, ebbe inizio il tumultuoso periodo che vide l'avvicendarsi in Veneto delle amministrazioni austriaca e francese. Durante il napoleonico Regno d'Italia (1805-1814) vennero istituiti gli odierni comuni, mettendo fine al vecchio sistema basato sulla vicinia e affidando l'amministrazione a un consiglio comunale i cui membri erano scelti tra i cittadini più abbienti. Inizialmente Villanova (con Mussolini) e Murelle corrispondevano a due comuni distinti, ma nel 1810 venne istituito il nuovo comune di Villanova con frazione non solo Murelle e Mussolini, ma anche Fiumicello, Pionca e Codiverno.
Questo sistema fu mantenuto anche sotto il successivo governo austriaco, ma una riforma del 1818 ridusse il comune di Villanova ai confini attuali.
Entrato a far parte del Regno d'Italia nel 1866, dopo la terza guerra d'indipendenza, l'11 agosto 1867 ottenne l'aggiunta della specifica "di Camposampiero" alla sua denominazione, per distinguerlo da altri comuni omonimi.

### Simboli
Lo stemma e il gonfalone sono stati concessi con decreto del presidente della Repubblica del 13 dicembre 1983.
La fascia argento potrebbe essere un riferimento alla fertile campagna, irrigata da molti corsi d'acqua naturali ed artificiali, oppure alla strada principale, la via Caltana che corre da est ad ovest, da Santa Maria di Sala a Campodarsego.
Le stelle rappresentano i tre centri abitati: il capoluogo, Murelle e Mussolini.
Il gonfalone è un drappo troncato di bianco e di azzurro.

## Società

### Evoluzione demografica
Abitanti censiti

## Geografia antropica

### Frazioni

#### Murelle
Sorge poco più a est di Villanova di Camposampiero. Il centro si trovava in origine più a sud, presso la località oggi denominata Murelle Vecchia. A fine Ottocento si decise di costruire le scuole e la nuova parrocchiale in posizione più centrale rispetto al territorio della frazione (che corrisponde alla metà orientale del comune), determinando anche lo spostamento del paese.
Il toponimo è certamente in relazione a murus e al suo diminutivo murulus e non si può escludere un riferimento ai muretti a secco usati per dividere le proprietà della centuriazione romana.
Della chiesa antica, citata già nel testamento di Matilde da Canossa del 1119, non resta alcuna traccia, se non un capitello in via Cognaro, eretto, si dice, sul luogo in cui si trovava l'altare maggiore. Questo edificio conobbe il periodo di massimo splendore nella prima metà del XVI secolo, quando fu parroco lo storico e letterato Bernardino Scardeone: fu lui a costruire il campanile (che nella visita pastorale del 1572 è descritto come "altissimo") e anche quando fu trasferito al Capitolo della Cattedrale si occupò dell'ampliamento con l'aggiunta di due navate laterali. Quasi cinquant'anni prima era stato rettore della chiesa un altro intellettuale, Simone da Lesina.
L'attuale luogo sacro è un edificio neogotico edificato a partire dal 1896 e consacrato nel 1905 (fu tuttavia ultimato nei decenni successivi). Conserva opere e arredi provenienti dalla vecchia chiesa: si citano un dipinto di fine Seicento raffigurante l'Assunta tra i santi Bartolomeo, Ubaldo, Giovanni evangelista e Antonio di Padova e una copia secentesca del dipinto di Paolo e Carletto Caliari con il Martirio di sant'Afra assieme ai santi Faustino e Giovita, conservato nella chiesa di Sant'Eufemia della Fonte a Brescia.
Legate alla località, è presente il gruppo rock Attic Noise, che si è esibito in numerose manifestazioni locali.

#### Mussolini
A nord di Villanova di Camposampiero, il toponimo sarebbe legato al veneto musati "moscerini" e farebbe pensare alla presenza di acquitrini.
Come già visto, è citata a partire dal 1192 tuttavia rappresentò per molto tempo una località minore legata alla parrocchia di Villanova di Camposampiero di cui fa tuttora parte. Degno di nota l'oratorio del Santo Rosario, eretto ai primi del Seicento e fulcro della sagra di Mussolini, che si tiene ogni anno attorno al 7 ottobre.

## Amministrazione
| Periodo        | Periodo        | Primo cittadino  | Partito      | Carica  | Note   |
| -------------- | -------------- | ---------------- | ------------ | ------- | ------ |
| 24 aprile 1995 | 26 maggio 2003 | Ennio Caccin     | Lista civica | Sindaco | [ 19 ] |
| 27 maggio 2003 | 27 maggio 2013 | Silvia Fattore   | Lista civica | Sindaco | [ 19 ] |
| 28 maggio 2013 | 14 maggio 2023 | Cristian Bottaro | Lista civica | Sindaco | [ 19 ] |
| 15 maggio 2023 | in carica      | Sarah Gaiani     | Lista civica | Sindaco | [ 19 ] |